# La Mauvaise Route
Pour les articles homonymes, voir The Law of the Range.
Pour plus de détails, voir Fiche technique et Distribution.
La Mauvaise Route (The Law of the Range) est un film américain de William Nigh sorti en 1928.

## Synopsis
Betty Dallas est retenue prisonnière d'une diligence par le hors-la-loi The Solitaire Kid. Le Ranger Jim Lockhart se lance à la poursuite du bandit...

## Fiche technique
- Titre : La Mauvaise Route
- Titre original : The Law of the Range
- Réalisation : William Nigh
- Scénario : Richard Schayer d'après une histoire de Norman Houston
- Intertitres : Robert E. Hopkins
- Société de production et de distribution : MGM
- Image : Clyde De Vinna
- Montage : Dan Sharits
- Costumes : Lucia Coulter
- Pays de production : États-Unis
- Genre : Western
- Durée : 60 minutes
- Format : Noir et blanc - film muet
- Date de sortie :
  - États-Unis : 21 janvier 1928

## Distribution
- Tim McCoy : Jim Lockhart
- Joan Crawford : Betty Dallas
- Rex Lease : Solitaire Kid
- Bodil Rosing : Mère de Jim et de Kid
- Tenen Holtz : Cohen